# UVP in Österreich
Vor der Erteilung der Genehmigung für bestimmte, besonders relevante öffentliche und private Projekte ist eine medienübergreifende Umweltverträglichkeitsprüfung (UVP) durchzuführen. Dabei werden die Umweltauswirkungen eines Vorhabens in einer umfassenden und integrativen Weise ermittelt, beschrieben sowie bewertet und sind anschließend bei der Entscheidung im Genehmigungsverfahren zu berücksichtigen.

## Entwicklung
- Seit 1985 gibt es in der Europäischen Union die Richtlinie über die UVP bei bestimmten öffentlichen und privaten Projekten (85/337/EWG, UVP-RL).
- Die Umsetzung dieser Richtlinie erfolgte in Österreich im Jahr 1993 durch das Umweltverträglichkeitsprüfungsgesetz.
- 1997 wurde eine Änderung der UVP-RL (97/11/EG) beschlossen, welche auch eine umfangreiche Anpassung der österreichischen Rechtslage notwendig machte.
- Diese erfolgte mit Inkrafttreten der Novelle des Umweltverträglichkeitsprüfungsgesetzes am 11. August 2000 (UVP-G 2000).
- Eine weitere Novelle (UVP-G-Novelle 2004) wurde ab 2003 notwendig um die Öffentlichkeitsbeteiligungsrichtlinie (2003/35/EG), welche auch die UVP-RL änderte, in nationales Recht umzusetzen. Wichtigster Punkt dieser Umsetzung war es, NGOs aus dem Umweltbereich Parteistellung in den Genehmigungsverfahren der UVP zu gewähren. Änderungen wurden auch im Bereich der UVP für Bundesstraßen und Eisenbahn-Hochleistungsstrecken gemacht, um diese Verfahren europakonform und rechtssicherer zu gestalten. Darüber hinaus wurden Zuständigkeiten für Enteignungen genauer geregelt, und es wurden Anpassungen und Änderungen des Gesetzes auf Grund der bisherigen Vollzugserfahrungen, der Judikatur des EuGHs, des Umweltsenats und Gerichtshöfe öffentlichen Rechts sowie neuer wissenschaftlicher Erkenntnisse durchgeführt.
- Eine weitere Mini-Novelle im März 2005 gestattet eine Aushöhlung der UVP-Pflicht für Anlagen im Zusammenhang von internationalen Großveranstaltungen. Dieses Gesetz wurde in Hinblick auf die Errichtung des Fußball-EM-Stadiums in Klagenfurt und die Wiedererrichtung der Formel-1-Strecke in Spielberg gemacht. Des Weiteren wurde das Verfahren für Fahrsicherheitsteststrecken vereinfacht, da die Firma Magna von Frank Stronach dies begehrte.
- UVP-G Novelle 2009 (in Kraft seit 19. August 2009). Bei dieser Novelle wurden Anpassungen an das Umweltrecht der EU sowie Vollzugserfahrungen vorgenommen. Größere Änderungen, ähnlich der Novelle 2004 blieben aber aus.
- Eine bedeutende Änderung hat aber ein Beschluss des VwGH zur "Angerschluchtbrücke" gebracht (30. September 2010, 2010/03/0051). In dieser Entscheidung führte der VwGH aus, im Rahmen des dritten Abschnitts sei nicht ausreichend, dass nach der Entscheidung des BMVIT die bloß nachprüfende Kontrolle der Gerichtshöfe des öffentlichen Rechts vorgesehen sei. Vielmehr bedürfe es einer umfassenden Entscheidungsbefugnis, weshalb eine Berufung vom BMVIT an den Umweltsenat möglich (und zur Ausschöpfung des Instanzenzugs notwendig) ist.
- Mittlerweile hat der VfGH in seiner Entscheidung vom 28. Juni 2011, B254/11, die Entscheidung des VwGH zur Angerschluchtbrücke faktisch wieder zurückgenommen. Der VfGH sprach aus, die Kontrolle des VwGH reiche sehr wohl, um den unionsrechtlichen Anforderungen zu genügen. Der Einschaltung des Umweltsenats oder eines anderen Tribunals bedarf es daher nicht.
- Die Novelle 2012 (BGBl. I Nr. 77/2012 vom 2. August 2012) brachte eine UVP-Pflicht für die Förderung von Schiefergas, Sonderregelungen für Gewerbeparks und Städtebauvorhaben sowie die Möglichkeit einer freiwilligen UVP. Auch erfolgte dadurch die Verbesserung der Teilkonzentrationen für Bundesstraßen und Eisenbahn-Hochleistungsstrecken (nur noch ein teilkonzentrierte Verfahren im Verkehrsministerium und ein teilkonzentriertes Verfahren der Landesregierung) sowie aus der Sicht des Gesetzgebers praktikableren Regeln für Wasserkraft- und Windkraftanlagen und zur Änderung von Verkehrsvorhaben. Die Durchführung von Enteignungsverfahren wurde auf zusätzliche Vorhaben ausgedehnt. So wurden bei Flughafen-Projekten die Enteignungsregelungen an das Bundesstraßengesetz angepasst. Ein neues Beschwerderecht für Umwelt-NGOs gegen negative UVP-Feststellungsentscheide soll einem EU-Vertragsverletzungsverfahren wegen Nichtumsetzung der Aarhus-Konvention durch Österreich entgegenwirken. Kritisiert wird, dass eine effektive Öffentlichkeitsbeteiligung im Rahmen von Feststellungsverfahren oder auch die oftmals vielen Seiten eingemahnte Schwellenwertsenkung diverser UVP-Tatbestände durch diese Novelle nicht erfolgt ist.
- Mit der Verwaltungsgerichtsbarkeits-Novelle 2012, BGBl. I 51/2012, wurden die bundesverfassungsrechtlichen Grundlagen für die Einführung der zweistufigen Verwaltungsgerichtsbarkeit in Österreich geschaffen. Seit 1. Januar 2014 entscheidet das Bundesverwaltungsgericht (Österreich) über Beschwerden gegen Entscheidungen nach dem UVP-G 2000. In UVP-Feststellungsverfahren und UVP-Genehmigungsverfahren wurde somit nunmehr sowohl nach dem 2. Abschnitt als auch nach dem 3. Abschnitt des UVP-G 2000 ein einheitlicher Rechtszug an das Bundesverwaltungsgericht festgelegt.
- Mit dem Energie-Infrastrukturgesetz sowie Änderung des Umweltverträglichkeitsprüfungsgesetzes 2000 (BGBl. I Nr. 4/2016 vom 23. Februar 2016) wurde ein neuer 6. Abschnitt „Besondere Bestimmungen für Vorhaben von gemeinsamem Interesse“ der Energieinfrastruktur eingefügt. In diesem Abschnitt wird das Verfahren für UVP-pflichtige Vorhaben, die nach Art. 2 Z 4 der Verordnung Nr. 347/2013/EU (TEN-E-VO) Vorhaben von gemeinsamem Interesse (PCI-Projects of Common Interests) sind geregelt. Erreicht ein PCI die Schwellenwerte nach dem Anhang 1 des UVP-G 2000, ist für dieses Vorhaben nunmehr eine UVP durchzuführen und das konzentrierte Genehmigungsverfahren nach dem UVP-G 2000 anzuwenden. Für PCI ist anstelle des sonst fakultativen Vorverfahrens zwingend ein „Vorantragsabschnitt“ mit Öffentlichkeitsbeteiligung gemäß § 31 UVP-G 2000 durchzuführen. Als Reaktion auf das EuGH-Urteil „Rechtssache C570/13, Karoline Gruber gegen Unabhängiger Verwaltungssenat für Kärnten“ vom 16. April 2015 und den darauffolgenden Judikaturschwenk des Verwaltungsgerichtshofes hat der Gesetzgeber mit dieser Novelle sowohl für den 2. als auch den 3. Abschnitt des UVP-G 2000 festgelegt, dass anerkannte Umweltorganisationen und Nachbarn – die nicht Parteien des Feststellungsverfahrens sind – nunmehr berechtigt sind, gegen UVP-Feststellungsbescheide Beschwerde an das Bundesverwaltungsgericht zu erheben.

## Bücher
- Dieter Altenburger, Wolfgang Berger: Umweltverträglichkeitsprüfungsgesetz. Kommentar zum UVP-G 2000 idF BGBl 2009/87. 2. aktualisierte und erweiterte Auflage, basierend auf der von Dieter Altenburger und Petra Wojnar verfassten 1. Auflage, Stand: 31. Juli 2010. LexisNexis-Verlag ARD Orac, Wien 2010, ISBN 978-3-7007-4448-1.
- Dieter Altenburger, Petra Wojnar: Umweltverträglichkeitsprüfungsgesetz, UVP-G 2000 idF BGBl I 2005/14. Praxiskommentar. Stand 2005. LexisNexis-Verlag ARD Orac, Wien 2005, ISBN 3-7007-3281-3.
- Christian Baumgartner, Waltraud Petek: Umweltverträglichkeitsprüfungsgesetz. UVP-G 2000. Kurzkommentar. Verlag Österreich, Wien 2010, ISBN 978-3-7046-0468-2.
- Wilhelm Bergthaler, Karl Weber, Johann Wimmer (Hrsg.): Die Umweltverträglichkeitsprüfung. Praxishandbuch für Juristen und Sachverständige. Manz, Wien 1998, ISBN 3-214-02369-1.
- Susanna Eberhartinger-Tafill, Astrid Merl: Umweltverträglichkeitsprüfungsgesetz 2000. UVP-G 2000. Kommentar. Bohmann, Wien 2005, ISBN 3-901983-61-9.
- Daniel Ennöckl, Nicolas Raschauer: Kommentar zum UVP-G. Umweltverträglichkeitsprüfungsgesetz. 2. vollständig neu bearbeitete und erweiterte Auflage. Wien u. a. 2006, ISBN 3-211-31399-0.
- Daniel Ennöckl, Nicolas Raschauer (Hrsg.): Rechtsfragen des UVP-Verfahrens vor dem Umweltsenat. Stand: Mai 2008. Verlag Österreich, Wien 2008, ISBN 978-3-7046-5110-5.
- Martin Köhler, Stephan Schwarzer: Umweltverträglichkeitsprüfungsgesetz. Kommentar und systematische Einführung zum Umweltverträglichkeitsprüfungsgesetz samt den Kompetenzgrundlagen für das UVP-G, der UVP-Richtlinie und der ECE-Konvention von Espoo. Manz u. a., Wien 1997, ISBN 3-7007-1204-9 (Kurzkommentare zum Umweltrecht 3).
- Bernhard Raschauer: Kommentar zum UVP-G. Umweltverträglichkeitsprüfungsgesetz. Springer, Wien 1995, ISBN 3-211-82644-0.
- Christian Schmelz, Stephan Schwarzer, UVP-G – Umweltverträglichkeitsprüfungsgesetz 2000, Großkommentar, Manz, Wien 2011, ISBN 978-3-214-08112-6.